# Фрідріх Роберт Фельман
Фрі́дріх Роберт Фе́льман (нім. Friedrich Robert Faehlmann; 31 грудня 1798, маєток Ао — 22 квітня 1850, Тарту) — балтійський лікар і лінгвіст. Перший естонський медик  із докторським званням. Автор ідеї епосу «Калевіпоеґ», який створив Фрідріх Кройцвальд.

## Біографія
Син колишнього кріпака. Закінчив курс з медицини в Дерптському університеті. Був одним із засновників вченого Естонського товариства при Дерптському університеті. Працював лектором естонської мови в Дерптському університеті й тимчасово читав лекції з фармакології та рецептури.

## Твори
- «Observationos inflammationum occultiorum» (Дерпт, дисертація, 1827),
- «Versuch einer neuen Anordnung der Conjunctionen in der estnischen Sprache» (Дерпт, 1842);
- «Ueber die Declination der estnischen Nomina» (1844),
- «Die Ruhrepidemie in Dorpat im Herbst 1846» (Дерпт, 1846).